# فینال جام حذفی فوتبال انگلستان ۲۰۲۴
فینال جام حذفی فوتبال انگلستان ۲۰۲۴ صد و چهل و سومین فصل از رقابت‌های جام حذفی فوتبال انگلستان بود. این مسابقه در ۲۵ مهٔ ۲۰۲۴  بین منچستر سیتی و منچستر یونایتد در ورزشگاه ومبلی برگزار شد. که در نهایت منچستریونایتد برای سیزدهمین بار فاتح این جام شد.